# 八幡町 (武蔵野市)
八幡町（やはたちょう）は、東京都武蔵野市の町名。現行行政地名は八幡町一丁目から八幡町四丁目。郵便番号は180-0011（武蔵野郵便局管区）。

## 地理
武蔵野市の北部に位置する地域である。東から時計回りに緑町、関前、西東京市新町、柳沢及び東伏見に隣接する。町内は武蔵野中央公園があり、また戸建住宅が立ち並んでいる。

### 地価
住宅地の地価は2013年（平成25年）7月1日に公表された東京都の地価調査によれば八幡町3-2-36の地点で30万3000円/m2となっている。

## 歴史
- 1962年（昭和37年）4月1日 - 武蔵野市内の町名整理が行われ、大字関前が関前・八幡町に分割される[5]。
- 1966年（昭和41年）9月1日 - 住居表示実施[5]。

## 世帯数と人口
2018年（平成30年）1月1日現在の世帯数と人口は以下の通りである。
| 丁目         | 世帯数    | 人口    |
| ------------ | --------- | ------- |
| 八幡町一丁目 | 623世帯   | 1,241人 |
| 八幡町二丁目 | 250世帯   | 704人   |
| 八幡町三丁目 | 656世帯   | 1,428人 |
| 八幡町四丁目 | 457世帯   | 982人   |
| 計           | 1,986世帯 | 4,355人 |

## 小・中学校の学区
市立小・中学校に通う場合、学区は以下の通りとなる
| 丁目         | 街区 | 小学校               | 中学校               |
| ------------ | ---- | -------------------- | -------------------- |
| 八幡町一丁目 | 全域 | 武蔵野市立千川小学校 | 武蔵野市立第四中学校 |
| 八幡町二丁目 | 全域 | 武蔵野市立千川小学校 | 武蔵野市立第四中学校 |
| 八幡町三丁目 | 全域 | 武蔵野市立千川小学校 | 武蔵野市立第四中学校 |
| 八幡町四丁目 | 全域 | 武蔵野市立千川小学校 | 武蔵野市立第四中学校 |

## 交通

### 鉄道
| バス移動により利用可能な駅                                                                             |
| --- |
| 西武池袋線 - ひばりヶ丘駅(SI 13) - 保谷駅(SI 12) JR中央線 JR 中央・総武線各駅停車 - 三鷹駅(JC12)(JB01) |

### 道路
- 東京都道7号杉並あきる野線（五日市街道）

## 施設
| 武蔵野中央公園 |  | 関前八幡神社 |
| 武蔵野中央公園 |  | 関前八幡神社 |

- 武蔵野中央公園
- 富士重工業武蔵野社宅

### 寺社
- 延命寺
- 西方寺東京別院
- 関前八幡神社

### 学校
| 武蔵野北高校 |  | 千川小学校 |  | マツモトキヨシ |
| 武蔵野北高校 |  | 千川小学校 |  | マツモトキヨシ |

- 東京都立武蔵野北高等学校
- 武蔵野市立千川小学校

### 主な店舗
- マツモトキヨシ武蔵野八幡町店